# Chalonge (cratère)
Pour les articles homonymes, voir Chalonge.
Chalonge est un cratère lunaire situé sur la face cachée de la Lune. Il se trouve au sud-ouest de la grande cratère Lewis (en), sur la couche externe des éjectas qui entoure le bassin d'impacts de la Mare Orientale. Il est situé au sud-est de la Montes Cordillera, un cirque de montagnes qui encerclent la Mare Orientale. Il s'agit d'un cratère circulaire avec une arête vive, le bord externe n'est pas trop érodé.  
En 1985, l'Union astronomique internationale a donné le nom de l'astronome français Daniel Chalonge à ce cratère lunaire qui était dénommé avant cratère satellite "Lewis R".